# Benfica Tsumeb
Der Benfica Football Club (meist nur Benfica) ist ein Fußballverein aus Tsumeb in Namibia. 
Der Verein stieg in der Saison 2013/2014 erstmals aus der zweithöchsten Spielklasse in die Namibia Premier League auf. Benfica setzte sich in der Relegation 2013/14 als drittplatzierte Mannschaft durch. In der Folgesaison stieg die Mannschaft unmittelbar wieder aus der Namibia Premier League ab.
Zu den bedeutendsten Spielern des Vereins zählte unter anderem Timotheus Ipinge (Mittelfeld der Namibischen Fußballnationalmannschaft 2006).

## Erfolge
- Namibischer Fußballmeister: 1987